# Hadula zetina
Hadula zetina är en fjärilsart som beskrevs av Otto Staudinger 1899. Hadula zetina ingår i släktet Hadula och familjen nattflyn. Inga underarter finns listade i Catalogue of Life.